# 점성술의 시대
점성술의 시대(占星術之  時代, astrological age)는 점성술에서 지구 거주자들의 발전에 있어서 특히 문화와 사회 정치에 관련있는 주요한 변화를 전제로 하는 기간이다. 서양 점성술에서는 황도대의 별자리와 상응하는 열두 개의 점성술적 시대가 있다. 열두 개의 점성술적 시대의 한 주기가 완결될 때, 그 주기는 다시 반복된다. 점성술적 시대는 분점의 세차운동으로 알려진 현상으로 인해 나타난다. 세차운동의 한번의 완전한 주기는 약 25,920년의 대년 또는 플라톤년이라고 불린다.
점성술적 시대에 기인하여 세계에 미치는 효과에 대한 폭넓은 두 가지의 접근법이 있다. 어떤 점성가들은 지구에서 일어나는 변화가 그 시대와 연관된 해당 점성술적 별자리의 영향력에 의해 야기되고 특징지어진다고 믿는다. 반면에, 다른 점성가들은 그러한 사동형 방식을 따르지 않으며, 그것을 동시발생성의 문제라고 믿는다.
많은 점성가들은 보병궁의 시대가 최근에 도래 도래했거나 가까운 미래에 당도할 것이라고 믿는다. 다른 한편으로는, 어떤 점성가들은 보병궁의 시대는 다섯 세기 이전에 시작되었거나 현재로부터 여섯 세기 이후까지는 시작되지 않을 것이라고 믿는다. 여러 문헌들에서 제공되는 모든 참조에도 불구하고, 점성가들
사이에서는 시대의 시작이나 끝의 정확한 날짜에 대해서 일치가 없다.
보병궁의 시대와 같은 여러 시대는 아래에서 기술된다.

## 개요

서양 황도대의 전통적인 기호.

점성술적 시대에 대해서는 넓은 범위에서 세 가지의 견지가 있다.
1. 천문고고학자들은 몇몇 연구자들이 고대 문명은 종종 문화적 기준을 시대로 묘사했다고 여기는 이유로 시대에 관심을 보인다. 일반적인 천문고고학자들은 점성술을 믿지는 않지만, 분명 점성술이 널리 사용되었던 사회의 문화적 전통에 대해서 연구한다.
2. 19세기 후반부터 점성가들은 세계의 역사가 점성술적 시대와 관계있다는데 관심을 나타내오고 있다. 그러나, 대부분의 점성가들은 천궁도를 연구하며, 점성술적 시대를 연구하지는 않는다.[5]
3. 뮤지컬 헤어 등에서 나타나는 별자리로 인해, 일반대중 또한 시대나 최소한 보병궁 시대에 대한 인식해오고 있다.[6] 다수의 근거 없는 도시전설이 여러 매체를 통해 점성술적 시대에 대해서 알려진다.

### 점성술적 시대의 논쟁적인 측면
점성술시대에 대한 세부 묘사는 결여되어 있는데, 점성술적 시대에 대한 대부분의 세부 묘사와 도시전설은 논쟁적이며 논의된다. 20세기의 저명한 영국의 점성가 찰스 카터는 다음과 같이 전한다.:
분점의 세차운동에 대한 교의 보다 더한 넌센스를 쏟아내오고 있는 점성술의 부문은 없는 것 같다. (분점의 세차운동은 점성술적 시대의 근원이 되는 천문적 원인이다.)

2000년에 닐 스펜서는 그의 저서 《별들의 진실(True as the Stars Above)》에서 점성술적 시대에 대해 유사한 견해를 표출했다. 스펜서를 점성술적 시대를 "애매한" 그리고 "추측적인" 것으로, 또한 점성술의 전승에서 가장 적게 정의된 영역으로 지목했다. 데릭과 줄리아 파커는 점성술적 시대가 시작하는 정확한 날짜를 지정하는 것은 불가능하다고 주장하며, 세계는 쌍어궁의 시대의 끝에 있다는 많은 주장이 있다고는 해도, 그들은 많은 점성가들이 보병궁의 시대가 도래했음을 믿는다고 인정한다. 따라서, 주의할 점은 보병궁의 시대와 같은 점성술적 시대에 관한 주장은 보병궁의 시대에 대해 널리 전파시키는 일부의 회의론 특히 도시전설에 의해서 받아들여 지고 있다는 주장이다.
레이 그라세는 《시간의 별자리: 세계적 사건에 대한 풀리지 않은 상징적 언어(Signs of the Times - Unlocking the Symbolic Language of World Events)》에서 "다른 대년의 정확한 시작과 끝에 대한 상당한 논란이 있다."고 전한다. 폴 라이트는 《대년과 점성술의 다른 주기(The Great Ages and Other Astrological Cycles)》에서 점성술적 시대에 관한 많은 불확실성은 다수의 점성가들이 점성술적 상징의 의미에 대한 불충분한 이해와 "심지어 더 불충분한 역사적 지식"을 갖고 있기 때문이라고 인정한다.

### 점성술적 시대에 대한 합의적 접근
그러한 많은 쟁점들이 논쟁적이거나 논쟁되는데도 불구하고, 실질적으로 만장일지를 보이는 점성술적 시대에 대한 두가지 견해가 있다.: 첫 번째로, 자전축의 세차운동과 점성술적 시대의 연결, 두 번째로, 시대의 진행은 황도대의 별자리를 통해 반대방향으로 후진한다는 분점 세차운동의 본질로 인한 것이다. 정상적으로, 3월 21일경 춘분점에서 시작하는 점성술적 년의 진행 동안에 태양은 백양궁를 시작으로 그 다음에는 금우궁, 쌍아궁, 거해궁, 사자궁, 처녀궁, 천칭궁, 천갈궁, 인마궁, 마갈궁, 보병궁 그리고 마지막으로 쌍어궁으로 황도대의 별자리를 통해서 움직인다. 태양이 쌍어궁를 지나 백양궁에 진입하면 그 주기는 처음부터 다시 시작된다. 그러나, 점성술적 시대는 반대 방향으로 진행한다. 그러므로, 쌍어궁의 시대 이후의 다음 시대는 보병궁의 시대이며, 그 다음은 마갈궁의 시대 등으로 이어진다.
점성가들 사이에서 매우 폭넓은 일치를 보이는 점성술적 시대에 대한 세가지 측면이 있다. 점성가들은 어느 시대에 년도나 세기 또는 천년기를 부여하는 데에는 동의가 없지만, 홀로세의 시작 이래의 역사적인 핵심 사건들이 시대와 연관된다는 데에는 동의한다. 예를 들면, 마지막 빙하기의 끝에 지구의 퇴빙을 야기한 심각한 지구 온난화가 있던 사자궁의 시대, 가축화와 성경의 홍수에는 거해궁의 시대, 문자의 발명과 연관되는 쌍아궁의 시대, 고대 이집트와 거대한 피라미드들이 있는 금우궁의 시대, 철기 시대와 백양궁의 시대 그리고 기독교와 쌍어궁의 시대가 있다. 점성가들은 각각의 황도대 별자리가 전통적으로 '통치지위'로써 언급되는 고태형과 연관된다고 주장한다. 예를 들어, 쌍아궁은 손과 솜씨 그리고 의사소통을 다스리며, 특히 메소포타미아의 수메르에서 최초의 문헌을 만들어낼 수 있었던 그러한 모든 전형을 끌어낸다.

### 시대나 그 다양한 기간은 황도대적 별자리에 근거하는가?
대년을 열두 개의 점성술적 별자리로 분할하는 것이 가장 통속적인 방법이라고는 말하기 어렵다. 그것에는 두가지 방법이 있다. 한가지 방법은 대년을 항성 황도대를 통해서 이동하는 춘분점에 근거하는 시대 당 약 2160년의 거의 동등한 기간씩의 열두개의 점성술적 별자리로 나누는 것이다. 다른 방법은 실제 황도대의 별자리에 대하여 측정된 춘분점의 통과에 근거하여 각각의 점성술적 시대의 기간이 상당히 변화되는 것이다. 대년의 각각 열두개의 구간은 점성술적 시대나 세차적 시대 또는 대월이라고 불릴 수도 있고, 고문헌들에서는 가장 후자의 용어가 더 일반적이다.
실제 황도대의 별자리에 근거하는 가변적 기간의 시대에 대한 한가지 문제는 그 별자리들이 많이 겹친다는데 있다. 예를 들어, 2700년의 춘분점은 보병궁으로 이동해오게 될 것이지만, 쌍어궁과 중복되는 항성들로 인해 춘분점은 계속 쌍어궁을 가리키고도 있을 것이다. 그 겸침은 만일 그 황도대적 별자리에 대한 축어적 접근법이 채택된다면 문제가 된다.
호주의 천문학 교수 허먼 하우프트는 1992년에 호주과학원에 의해 출판된《보병궁의 시작, 천문학의 문제인가?(Der Beginn des Wassermannzeitalters, eine astronomische Frage?)》(아래의 보병궁의 시대 참조)에 있는 한 논설에서 불규칙한 별자리에 대한 천문적 분할에 근거하여 보병궁의 시대가 시작되는 때에 관한 질문을 고찰했다.

### 시대의 사이
많은 점성가들은 새로운 점성술적 시대로의 진입이 단 한순간에 일어나는 것이 아니라고 여기는데, 일반적으로 그 과정은 하나의 시대가 이전 시대의 끝 이전에 그 영향력이 서서히 증가하는 방식으로 시작하는 '사이(cusp)'라고 불린다. 예를 들면, 레이 그라세는 점성술적 시대는 정확한 날이나 해에 시작하지 않는다고 전한다. 폴 라이트는 그러한 사이는 (한 행성은 하나의 황도대 별자리나 그 다음 별자리에 있는) 천궁도 점성술에서는 사용되지 않지만, 점성술적 시대의 경계에서 사이의 효과는 분명 나타난다. 결과적으로, 어느 시대의 시작은 특정한 연도나 십년간으로 정의될 수 없지만, 그것의 효과는 새로운 시대가 스스로만의 입지를 완전히 굳힐 수 있을 때까지 이전 시대와 혼합된다. 그러함에도 불구하고, 그 사이의 위치에 대해서는 일치가 없다. 기본적으로, 사이의 접근법을 따르는 사람들은 각각의 인접한 시대 사이에 효과의 융합이 있다고 믿는다. 많은 점성가들이  세계는 현재 쌍어궁과 보병궁의 시대의 사이에 있다고 믿는데, 그러한 믿음은 어떻게 오늘날 세계에서의 이토록 커다란 발전이 쌍어궁(예를 들어, 종교적으로 특히 기독교의 강한 영향력의 지속)과 보병궁(보병궁과 연관되는 전통적인 전형은 전기전자와 컴퓨터 그리고 민주주의를 포함한다.)와 동조될 수 있는지로 설명된다. 소수의 점성가들은 "효과의 범위"라고도 불리는 새로운 시대의 효과를 나타내기 시작하는 기간으로써 한 시대의 마지막의 약 10도(약 720년)에 대해서 고려한다. 니콜라스 캠피언의 《세계의 천궁도에 대한 서(The Book of World Horoscopes)》에서, 여섯 쪽에 걸쳐서 연구자들과 그들이 제안하는 보병궁의 시대가 시작하는 날짜들이 수록되어 있는데, 많은 연구자들이 각각의 시대는 정확한 날짜에 시작한다고 믿음을 나타낸다.
로버트 핸드는 쌍어궁의 항성들이 보병궁의 항성들과 겹친다는 데서 사이에 대한 또 다른 견해를 더했다. 학술적으로, 2691년에 춘분점이 보병궁에 들어가지만, 2817년까지는 쌍어궁을 떠나지 않는다. 그러므로, 2619년과 2817년 사이에 춘분점은 쌍어궁과 보병궁 모두를 가리키고 있게 될 것이다. 이러한 접근법은 항성 황도대에 기초하는 균등한 크기의 열두 시대를 활용하는 점성가들에게는 아무런 영향력을 미치지 않는다.
알버트 애머오 박사는 어느 두 시대 사이의 변천 기간은 두 개의 인접한 황도대적 별자리의 교점에서 1도씩에 해당한다고 전한다. 황도대에서 1도는 거의 72년이므로, 애머오는 그 변천 기간을 144년으로 본다고 할 수 있다.

### 점성술적 시대에 대한 다른 견해
그 시대에 대한 많은 접근법들은 상충하고 있음에도 불구하고, 다른 많은 학파들은 확립된 요소를 갖고 있지만, 대다수의 점성가들에게는 일반적으로 옹호되지 않는다.

#### 각각 정확히 2,000년씩의 시대
많은 점성가들이 임의의 크기의 황도대적 성좌나 항성 황도대를 통해 이동하는 춘분점에 근거하는 너무도 일정치 못한 시대를 알고 있다. 그 대신에, 모든 점성술적 시대에 각각 정확히 2000년씩이 돌아가는 접근법에서는, 쌍어궁은 1년부터 2000년까지이며, 보병궁은 2000~4000년 등이다. 이러한 접근법은 분점의 세차운동과는 일치하지 않는다. 분점의 세차운동에 근거한다면, 72년마다 거의 1도씩 움직이므로, 30도 이동에는 2160년이 소요된다.

#### 맞은편 별자리를 포함하는 쌍의 시대
각각의 시대의 효과는 해당 시대의 별자리의 맞은편 별자리에 의해서도 보완된다고 믿는 학설도 성립되어 있다예를 들어, 쌍어궁의 시대는 맞은편의 처녀궁이 보완한다. 그러한 이유로, 소수의 연구자들은 쌍어궁의 시대를 '쌍어-처녀궁의 시대'로 부른다. 그러한 접근법을 채택한다면, 보병의 시대는 보병-사자궁의 시대가 된다. 레이 그라세 또한 각각의 별자리는 맞은편 별자리를 수반하는 양극성을 지닌다고 주장한다.

#### 마야의 장주기력과 세차운동
윌리엄 설리반은 《잉카의 비밀(The Secret of the Incas)》에서 잉카제국과 분점의 세차운동 사이에는 직접적인 연관이 있음을 주장한다. 존 메이저 젠킨스는 《마야의 우주기원론 2012(Maya Cosmogenesis 2012)》에서 마야의 장주기력이 분점과 지점의 세차운동에 근거한다고 인정한다. 젠킨스는 마야 문명이 은하수에 대한 하지 때의 일출점의 세차운동과 관련있으며, 그러한 현상은 인류의 영적 부흥에 있어서 유효하다고 추정되며 현재 진행 중이라고 주장한다.

## 점성술적 시대의 역사

### 히파르코스
점성술적 시대의 역사에 있어서 중대한 분기점은 그리스의 천문학자이자 점성가인 히파르코스가 관측으로부터 항성들의 거대한 부동의 구(球)는 고정되어 있지 않지만, 오늘날 분점의 세차운동으로 알려진 것으로 인하여 동쪽으로 움직이고 있음을 발견했을 때인 서력기원전 127년경이다. 히파르코스 이전의 몇몇 그리스 천문학자들도 그 현상을 알았을 가능성이 있지만, 그것은 히파우코스가 발견한 것으로 정평나있다. 히파르코스가 그의 생애 때부터 16세기 튀코 브라헤 때까지 가장 뛰어난 관측적 천문학자라고 여겨지게 만든 그 발견은 전혀 예기치 못한 것은 아니었다. 분점 세차운동의 효과에 대한 관찰이 그리스와 메소포타미아에서 히파르코스와 그와 동시대의 사람들의 생애 이전에도 충분히 알려져 있었다는 다수의 주장은 현대에 매우 논쟁적인 부분이다. 분점의 세차운동이 그 이전에도 알려지지 않았었는가에 대한 이론적인 답변은 아니오이다.

### 히파르코스 이전에 고대인들은 세차운동을 인식했는가?
조르지오 데 산틸라나(1902~1974년)은 매사추세츠 공과대학교 인문학부 과학역사학과 교수가 되었고, 헤르타 본 데첸드와 함께 그들은 1696년에 《햄릿의 멧돌: 신화 그리고 시간의 틀에 관한 에세이(Hamlet's Mill, An Essay on Myth and the Frame of Time)》을 출판했다. 그것은 고대 그리스인들에 의해 분리되어왔던 과학과 신화를 결합시키려는 시도였다. 산틸라나와 본 데첸드는 고대인들에 의해서 전해져 내려온 과거의 신화적 이야기는 임의의 허구적 설화가 아니며, 그들의 구전을 돕기위해 우화에 담은 천체 우주론에 대한 신중한 묘사라고 한다. 고대 신화에서 혼란과 괴물들 그리고 격렬함은 형체를 지닌 각각의 시대의 능력을 대표한다. 그들은 고대의 신화가 그레코로만 문명의 융성과 함께 소실된 선사시대 천문학의 잔재라고 한다. 산틸라나와 본 데첸드의 접근법은 학계에서 널리 수용되지는 않는다.
산틸라나와 본 데첸드는 고대의 신화가 역사적 근거는 없지만, 점성술의 원시적 형태의 기초가 되는 우주론적인 측면이 있다고 전한다. 그들은 점성술적 시대의 표시자로써 태양과 함께 출몰의 중요성을 인정했으며 그러한 현상에 대한 지식은 과거 수천년 동안 알려져 왔다고 주장했다. 그들은 현대의 태양궁 또는 천궁도 점성술은 아녔지만, 고대의 공통어였던 점성술을 이해해하기 위해서는 그 현상에 대한 고대인들의 생각을 이해할 필요가 있다고 주장한다. 그들은 더 나아가 점성술의 여명과 그것의 고대 신화와 항성 이름과의 관계에 대한 자신들의 지식은 수메르 문화의 르네상스 동안의 기원전 2100년경에 한정된 것이라고 전한다. "햄릿의 멧돌"에서는 고대 그리스인들이  세 가지 시대와 상관 있는 세 가지의 잇따른 재앙에 대해서 알고 있었음과 역사의 시작 이래 춘분점은 금우궁과 백양궁 그리고 쌍어궁으로 이동해 왔음이 주장된다. 헤시오도스는 《노동과 나날(Works and Days)》에서 연속하는 다섯 개의 시대를 언급한다.
1811년 초에, 현대 연구자들은 히파우코스 이전의 분점의 세차운동과 점성술적 시대에 대한 지식을 증명하고 있었다. 윌리엄 드러먼드경은 그 해에 《오이디쿠스 유다이쿠스: 구약성경의 풍자(Works and Days)》를 출판했는데, 거기서 히브리어 성경의 상당 부분은 진실을 숨긴 단지 비유적인 내용에 불과하다는 그의 이론을 상술한다. 드러먼드는 창세기의 제49장은 천문학과 관련있는 예언을 포함하고 있으며 이스라엘의 열두 지파는 열두개의 황도대 별자리를 대표했다고 믿는다. 드러먼드는 아브라함의 시대에 아모리인들이  황소(금우궁)가 아닌 숫양(백양궁)으로 시작되는 해를 표시함으로써 금우궁의 시대에서 백양궁의 시대로의 변천을 가장 먼저 기록했다는 사례를 들고 있다. 여호수아서에서는 모세가 역년의 시작을 금우궁의 달이 아닌 니산월(백양궁)로 시작하는 것으로 규정했으므로 모세의 시대에 이미 춘분점은 금우궁에서 백양궁로 넘어갔음을 나타낸다. 유월절은 아마도 전통적으로 숫양이나 면양과 연관되는 백양궁의 파스카 재물인 어린 양으로 대표되는 백양궁의 시대의 기념 행사일지도 모른다. 드러먼드는 고대 문헌들의 대다수는 드러먼드는 그들의 문헌들에서의 대부분의 수는 1000을 곱하거나 1,000배로 만드는 셈법으로 암호화되어 있다는 가설을 세우기도 한다. 예를 들어, 구약성경의 여호수아는 30,000명을 지휘하며 아이시의 12,000 명의 거주자를 학살했다. 역사가 베로수스는 바빌로니아인들이 알렉산더 대왕 이전의 490,000(7 x 7 x 1000)년에 천문 관측을 시작했다고 주장한다. 초기의 문헌들은 7(태양과 달 그리고 다섯 행성)과 12(황도대의 별자리와 년 당 월의 수), 30(황도대의 별자리 당 도수) 그리고 그 숫자들의 복잡한 조합 그리고 천문 관측 및 점성술과 연관되는 다른 숫자를 표기하고 있다.
고대 점성술의 적확한 본질을 이해하는 문제는 비문서화된 그들의 점성술적 지식의 범위는 어디까지인가?라는 질문을 떠나서 오직 문서화된 것에만 국한된다. 마이클 베이건트는 《바빌로니아의 전조로부터: 점성술과 고대 메소포타미아(From the Omens of Babylon: Astrology and Ancient Mesopotamia)》에서 아마도 서력기원전 1595~1157년에 걸쳐 출판된 것으로 인정되는 에누마 아누 엔릴의 출판 시기와 같거나 이른 점성술의 구전의 증거가 있음을 제언한다. 고대 메소포타미아인들은 역사는 수많은 년의 방대한 주기 이후에 스스로 반복된다고 믿었다.

### 히파르코스 이후

#### 진동
후히파르코스 시대 초기에, 두 개의 학파는 히파르코스에 의해 발견된 항성들의 고정된 구면의 느린 이동에 대한 학설을 발전시켰다. 하나의 학파는 고정된 구면이 100년당 1도씩 이동하여, 36,000년 이후에 그것의 시작점으로 되돌아 온다고 믿었다. 진동 학파는 항성이 거대한 진자와 유사하게 처음에는 한 쪽으로 움직이지 그 다음에는 다른 쪽으로 움직인다고 믿었다. 그들은 '흔들리는' 항성이 한 방향으로 8도 이동하고 그 다음에는 반대로 돌아 다른 방행으로 8도를 이동한다고 믿었다. 4세기에 알렉산드리아의 테온은 《간단 표에 대한 짧은 해설(Small Commentary to the Handy Tables)》을 저술할 때 그 진동을 포함시켰다. 5세기에, 그리스인 신플라톤주의 철학자 프로클로스는 논쟁 중이었던 두 개의 이론 모두를 언급한다. 5세기경에 인도인들은 진동 이론을 선호했지만, 고대(기원전 1325년경) 이래 그들은 25도 움직인 항성을 관측해왔기 때문에, 진동이 앞뒤로 약 27도 흔들렸다고 여겼다.
'36,000년의 원'의 초기의 중요한 주창자는 클라우디오스 프톨레마이오스이며, 그 후의 학자들에 의해서 인정된 지위로 인해, 중세의 기독교와 무슬림 천문학자들은 진동 보다는 36,000년의 대년을 수용했다. 그러나 어떤 학자들은 톨레도 번역학교에 의해 제작된 알폰소 목록에서 표현된 또 다른 구면의 추가에 근거하여 두 학설 모두에 신빙성을 부여했다. 알폰소 목록은 항성에 대한 태양과 달 그리고 행성의 위치가 계산되어 있다. 14세기에 볼로냐 대학교의 점성술과 교수인 이탈리아의 천문학자 체코 다스콜리는 진동에 대한 확신을 계속 갖고 있었지만, 양쪽으로 10도씩 흔들렸다고 여겼다. 코페르니쿠스는 1543년에 출판된 《하늘의 혁명(De revolutionibus orbium coelestium)》에서 진동을 언급했다.

#### 세차의 비율
히파르코스에 의해 정의되고 프톨레마이오스에 의해 보급된 분점의 세차운동동에 대해 계산된 100년에 1도씩의 비율은 너무 느렸지만, 1세기에는 너무 빠른 세차의 비율도 유행했다. 4세기에, 알렉산드리아의 테온은 66년에 1도씩의 변화 비율(진동)을 가정했다. 샤흐(지즈이 샤흐)의 표는 6세기에 만들어진 것으로, 공교롭게도 소실되었는데, 그러나, 그 이후에 아랍과 페르시아의 많은 천문학자들과 점성가들이 그를 언급했으며 그것의 값을 사용하기도 했다. 그러한 후일의 천문학자들 및 점성가들과 그들의 저서들로는 알카리즈미와 지즈 알 신드힌드 또는 "인도의 계산법에 근거하는 항성 목록"(800년 경), "타불라에 프로바타에" 또는 "알지그 알뭄탄"(830년경), 알바타니 알베테그니우스와 알지즈(880년경), 알수피 알조피(965년경), 알비루니(973~1048년)과 "알카논 알마수드" 또는 "마수드의 카논", 1112년 10월 1일의 아랍어 항성 목록(폴 커니츠스츠 편집본) 그리고 카스티야의 알폰소 10세에 의한 "천문학에 대한 지식의 서(Libros del Saber de Astronomía)"가 있다.

#### 기원후
예수 그리스도의 탄생 해를 (Anno Domini: AD) 1년으로 시작하는 디오니시우스 엑시구스에 의해 고안된 현대의 달력은 분점의 세차운동에 영향을 받았다는 증거가 있다. (기독교를 박해한) 디오클레티아누스의 달력을 그리스도의 강생에 근거하는 달력으로 교체시키기 위한 디오니시우스의 바람은 사람들을 임박한 세상의 종말에 대한 믿음으로부터 구하기 위한 것이었다. 그 당시에는 예수의 탄생 후 500년에 부활과 세상의 종말이 일어난다는 믿음이 있었다. 현재의 세계기원(Anno Mundi, A.M.)의 달력은 이론적으로는 구약성경의 정보에 근거하는 천지창조에서 시작한다. 그 세계기원력에 근거하여, 예수는 5500년(또는 세상이 창조된 후 5000년)에 태어났다는 믿음이 있었다. 그 달력은 6000년에 세상의 종말을 표시하는데, 따라서, 기원후 500년경이 그리스도의 부활과 세상의 종말과 동일시 되었다. 그러나, 디오니시우스의 생에 때에는 이미 그 해가 지난 뒤였으므로, 그는 더 후일의 새로운 종말 날짜를 연구했다. 그는 고대의 우주론 특히, 행성의 합에 강한 주안점을 부여하는 대년의 교의에 크게 감화받았다. 그 교의는 모든 행성이 합에 있을 때, 그러한 우주적 사건은 세상의 종말이 일어날 전조라고 한다. 디오니시우스는 그러한 행성의 합이 2000년 5월에 일어날 것이라고 정확히 계산했다. 그리고 나서, 그는 분점의 세차운동에 근거하는 또 다른 천문적 시간측정 기계관을 적용시켰다. 부정확하지만, 그 당시 동양의 몇몇 천문학자들은 세차의 주기가 각각 2,000년씩의 열두 점성술적 시대를 포함하는 24,000년이라고 믿었다. 디오니시우스는 만일 행성의 정렬이 한 시대(예를 들어, 쌍어궁의 시대)의 끝을 특징짓는다면, 예수 그리스도의 탄생은 2,000년 전의 쌍어궁의 시대의 시작을 기념한다고 믿었다. 그러므로, 그는 행성합의 2000년 5월에서 2,000년을 빼서 그리스도의 강생 해를 1년으로 만들었다.

## 계산적 측면

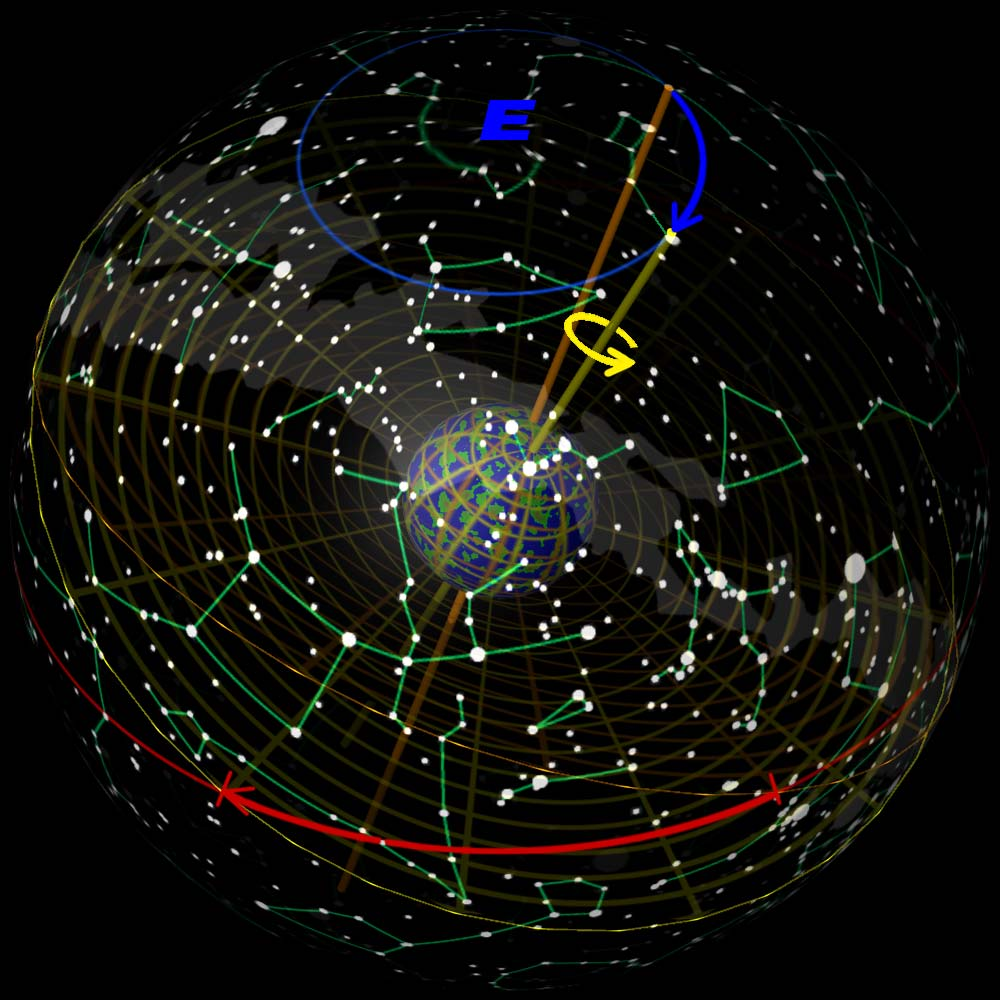
천구 '바깥'에서 보는 세차운동. 지구의 자전축은 기울기 약 25800년의 한 주기 동안에 약 23.4°도의 기울기를 가진 황도의 북극을 중심으로 항성들 사이에서 (파란색) 작은 원을 그린다.: 그 기울기는 황도경사각이라고 알려져 있다. 주황색 축은 항성 투반을 가리키고 있던 5000년 전의 지구 자전축이다. 노란색 축은 풀라리스를 가리키도 있는 현재의 위치이다. 여기서, 별자리의 바깥에서 보는 천구는 거울상으로 나타난다는데 유의를 요한다. 또한, 지구의 축을 중심으로 하는 그 자전 방향은 세차의 회전과는 반대라는 점도 유의해야한다. 한 방향에서 다른 방향으로의 극축의 세차운동할 때, (적도를 중심으로하는 원형 격자로 표시된) 지구의 적도면과 천구의 적도도 같이 움직인다. 천구의 적도가 황도와 교차하는 곳에 분점이 있다. 주황색 격자를 본다면, 거기서의 적도와 황도의 교차점인 춘분점은 금우궁의 항성 알데바란과 가깝다. 오늘날 (노란색 격자의) 그것은 (붉은색 화살표 만큼) 쌍어궁의 어딘가로 옮겨왔다. (항성황도대 점성술을 제외한) 서양 점성술에서는 25800년의 한번의 대항성년 동안에 언제나 춘분점을 백양궁의 시작점으로 보기 때문에, 점성술적 시대의 해당 별자리는 회귀 황도대의 별자리가 아니다. 따라서, 이 그림은 같은 이름을 지닌 서양 점성술의 별자리가 아닌 천문적인 별자리의 세차운동과 춘분점의 위치의 묘사라는 점에 유의할 필요가 있다.

지구는 그 축을 중심으로 하는 일일 자전 이외에도 태양을 중심으로 하는 년간 공전으로도 그 축 방향의 느린 주기적 이동을 수반하는 세차적 이동이 유발된다. 그러한 움직임은 달의 중력에 의해 가장 많이 야기되며, 시간이 지남에 따라 항성의 배경에 대하여 점진적으로 변화하는 춘분 때의 황도에서의 태양의 위치에서 분점의 세차운동으로 나타난다.
사실적으로, 지구는 팽이와 유사하게 움직이며, 그것들이 회전함에 따라 그것들의 꼭대기는 흔들리는 경향이 있다. 지구는 26,000년보다 약간 적은 한 주기 동안에 회전하면서 흔들린다. 우리들이 지구에서 보는 항성은 72년 마다 거의 1도씩의 비율로 서쪽에서 동쪽으로 그렇게 약간씩이나마 '이동하고 있다. 그 1도는 지구에서 볼때 태양이나 달의 직경의 약 두 배이다. 그러한 항성의 느린 이동을 확인할 수 있는 가장 손쉬운 방법은 매년마다 같은 날에 관찰하는 것인데, 그 날짜는 약 3월 21일인 춘분일이 가장 적당하다.
점성술에서, 점성술적 시대는 일반적으로 천문학의 성좌 또는 항성 황도대에서의 춘분때의 태양의 실제적 위치로 규정되어 오고 있다. 그 방법은 히파르코스가 세차를 계산했들 때인 서력기원전 127년에 적용되었다. 황도대의 각각의 별자리는 30도씩이므로, 각각의 점성술적 시대는 약 72(년) × 30(도) = 약 2160년으로 계산될 수 있다. 그러함은 한 해에서 다음해로 넘어가며 태양이 적도를 가로지르는 춘분점은 항성에 대하여 72년 마다 1도씩 뒤로 이동하며, (평균적으로) 약 2160년마다 하나의 별자리씩 그리고 때때로 플라톤년이라고 불리는 약 25,920년 동안에 전체 12 성좌를 지난다는 뜻이다. 그러나, 세차의 비율에 따라 시대의 길이 또한 증감한다. 그러므로, 두 시대는 같은 기간이 아니다.

### 백양궁의 시작점 = 기준점
기본적으로, 황도대적 성좌들 그리고 연관된 항성 황도대 그리고 서양 점성가들이 사용하는 회귀 황도대는 거의 매 26,000마다 일치된다. 기술적으로, 회귀황도대와 항성항도대는 모두 백양궁의 0°가 시작점이다. 그러한 정돈선은 기준점이라 불리며, (만일 점성술적 시대를 결정하는데 사용되는 기법이 천문적 배치에 정확히 상응하지 않고 한 시대 당 균등한 크기의 30도씩에 근거한다면) 그것은 모든 점성술적 시대의 정확한 기간을 결정할 수 있다. 그러나, 그 기준선은 서양 점성가들이 사용하는 회귀 황도대에서는 명료하지만, 베다 점성가들이 사용하는 항성 황도대는 같다고 할 수 없기 때문에, 그것을 결정하는 것은 어려운 문제이다. 베다 점성가들 사이에서는 그들의 항성 황도대의 정확한 기준점에 대한 만장일치가 없다. 왜냐하면, 항성 황도대는 명백한 경계가 없는 불규칙한 간격의 황도대적 성좌와 겹쳐져 있기 때문이다. 현대의 점성가들은 약 3세기에서 5세기경에 기준점이 있다는데에는 동의하지만, 그 세 세기 내의 어느 특정 날짜에 있다는 데에서는 일치가 없다. 여러 점성가들에 의해 제안된 다수의 날짜가 있고, 또한 다른 점성가들에 의해서는 넓은 기간들도 제안된다. (세차를 조정하는 대안적 접근법에 대해서는 아래의 새로운 그리고 대안적인, 비주류적인 이론의 세차 조정의 대안적 접근법을 참조하십시오.)
막스 하인델의 점성술 저서들에서, 세차운동에 대한 신비주의의 동시대적 접근법의 한 예를 들면, 항성 황도대의 시작점은 498년에 마지막으로 회귀 황도대와 일치했다고 묘사된다. 그 점은 그 다음 해에 태양이 쌍어궁으로 들어가며 약5초에서 적도를 가로지르는데 있었고, 그 다음 해에 태양은 쌍어궁에서 1분 40초로 나아갔다. 그점은 그 이후로도 줄곧 뒤로 이동하여, 현재 태양은 쌍어궁의 약 9도에서 적도를 가로지른다. 이러한 접근법에 근거한다면, 그 점은 600년 이후에 보병궁에 있게 될 것이다. 그러나, 이러한 접근법 또한 그 점에 대해 고찰하는 많은 접근법 가운데 하나일 뿐이다.

## 과거 시대

### 사자궁의 시대
사자궁의 기호: 
- (북반구에서) 춘분점은 사자궁에서 나타났다.

기간
- 황도대의 30도:

- 일반적 해석: 기원전 약 10,500~8000년경.

개관: "황금 시대"
역사적 유사성
이 시대에 있어서 주요한 사건은 현재 거주 세계의 상당 부분에 걸친 퇴빙을 야기한 광범위한 고대 지구 온난화이다. 그 퇴빙은 최종적으로 해수면의 90m 상승을 야기했다. 점성술에서 사자궁은 불의 별자리이며 전통적으로 태양이 주인이다. 그러므로, 그 시대에 태양의 열기가 북아메리카와 북유럽의 상당 부분을 덮고 있던 빙하를 녹였다고 볼 수도 있다. 석재 등잔이 이 시대에 발명되었다. (등잔은 그 전에도 있었지만, 이 종류의 것은 일정 시간 발화가 지속되는 최초의 등잔이었다.)

### 거해궁의 시대
거해궁의 기호: 
황도대의 별자리:
- (북반구에서) 춘분점이 거해궁에서 나타났다.

기간
- 황도대의 30도

- 닐 먼의 해석: 기원전 약 8600년에서 시작했고 기원전 약 6450년에 끝났다.

- 별자리의 경계 연도:

- 셰퍼드 심슨의 해석:

개관: "위대한 어머니의 시대." 거해궁은 달이 주인이며, 임신과 출산, 양육 그리고 보호와 관련된다.

역사적 유사성: 돼지와 염소 그리고 벌 등을 포함하는 농경용 동물의 가축화화 함께 발생한 문명의 시작을 수반하는 신석기 문화. 여러 유목민족이 영구적 거주지에 정착했다. 예를 들어, 예리코 시가 이 시대에 건설되었고 4~5m 높이와 1.5m 두께의 성벽으로 보호되었다고 인정된다. (거해궁은 언제나 외부 방벽을 활용한 '보호'와 연관된다.) 많은 지역의 퇴빙에 뒤이은 해수면의 상승으로 인한 해안 지역들의 방대한 소실의 증거가 있다. 거해궁의 전형 목록에는 언제나 (가옥과 거주지 그리고 이주를 포함하는) 집과 관련된 어떤 것이 포함된다.
배의 만연된 사용의 증거. (모든 형태의 해상 선박은 거해궁이 통치한다.)
도예의 발생. (보관 용기는 거해궁의 전형 가운데 하나이다.)
종교적 유사성: 근동에서 대지모신의 산재한 증거 (모든 형상과 형태의 '어머니'의 전형은 언제나 거해궁과 관계된다.)

### 쌍아궁의 시대
쌍아궁의 기호: 
황도대의 별자리:
- (북반구에서) 춘분점은 쌍아궁에 나타났다.

기간
- 황도대의 30도

- 닐 먼의 해석: 기원전 약 6450년에 시작했고 기원전  약 4300년에 끝났다.

- 황도대의 경계 연도: (미정)
- 셰퍼드 심슨의 해석: (없음)

개관: "의사소통과 상업 그리고 쌍둥이의 시대"

역사적 유사성: 이 시대에 문자가 발명되었고, 교역이 촉진되기 시작했다. 쌍아궁의 기호와 같이 이 별자리는 (쌍둥이로 여겨지는) 두 명의 사람이 서로 손을 잡고 있는 것으로 보일 수 있으며, 어떤 사람들에 의해서는 사람들 간의 거래와 의사소통에 관한 상징성이 부여된다. 쌍아궁과 관련된 전승과는 무관하게, (문학과 신문, 잡지, 정기 간행물 그리고 소설 작품을 포함하는) 저술과 (상인을 포함하는 거래)가 쌍아궁에 속하는 전통적인 전형이다.
이전에 도예가의 바퀴가 사용되어왔었지만, 기원전 5천년기경에 바퀴달린 기구가 운반 수단으로써 처음 사용되었다.
운송의 대부분의 형태(말과 수레, 자전거, 기차, 이송전차, 오토바이, 도보, 길, 고속도로 등)이 쌍아궁과 연관되는 전형들이다.
종교적 유사성 아마도 수메르(메소포타미아)에서 고대 그리스 문학에서 나오는 신들의 만신전과 같은 다신교가 쌍아궁 시대에 나타났다. (쌍아궁은 '쌍둥이'와 '이중성' 뿐만이 아니라 아니라, '다양성'과도 연관된다.)

### 금우궁의 시대
금우궁의 기호: 
황도대의 별자리:
- (북반구에서) 춘분점이 금우궁에서 나타났다.

기간
- 황도대의 30도

- 닐 먼의 해석: 기원전 약 4300년에 시작했고 기원전 약 2150년에 끝났다.

- 황도대의 경계 연도:

- 셰퍼드 심슨의 해석: 기원전 4525년경부터 기원전 1875년경까지

개관 "땅과 농경 그리고 황소의 시대"
역사적 유사성 아시리아와 이집트 그리고 크레타에서 황소로 금우궁을 상징화했으며 황소 숭배 의식이 시작되었다.
이 시대는 이집트 고왕국과 이집트 중왕국 동안의 피라미드의 건축으로 유명하다. 그들은
건축물과 고형물, 안정성에 인격을 부여했고 금우궁의 핵심어들에 영원성을 부여하려 했다. 흰 순수 석회가 매끈하게 입혀졌던 쿠푸의 대피라미드는 분명 태양광에 의해 눈부신 아름다움을 선사했을 것이다. 아름다움은 금우궁의 또 다른 핵심어이다.
금우궁은 금속들인 구리와 청동(구리와 주석의 합금)과 연관되며, 이 시대의 초기 국면에 처음으로 청동을 제련하여 검을 만들었다.
파피루스가 이 시대에 발명되어, 집필 기술의 향상을 가져왔다. 그것은 효율적인 보관과 취급을 위해 두루마리로 말 수 있는 (하지만 아직 접히지는 않았던) 매우 긴 조각으로 만들어질 수 있었다. (금우궁의 상형문자는 일부가 말리지 않은 두루마리의 형상에서 가져왔다.)
'완고함'과 '힘'과 같은 그러나 관능성에 국한된 금우궁의 특성은 고대 이집트와 같은 문명으로 인한 것일 수도 있다.
종교적 유사성
- 앙크: 황소의 흉추: 이집트의 삶의 상징
- 이집트에서 신격이 부여된 모든 동물들 가운데서 가장 중요한 황소신(황소 (신화) 참조) 아피스에 대한 숭배는 이집트 초기왕조 시대의 제2왕조 동안에 실시되었으며, 멤피스 지역에서는 신왕국(기원전 16세기) 때까지 행해졌다고 전한다.
- 모세가 십계명을 들고 산에서 내려왔을 때(기원전 약 17~13세기경 금우궁의 시대의 끝), 그의 민족이나 추종자들 중 일부가 금송아지를 숭배하고 있음이 그에게 발견되었다. 그는 그러한 숭배자들을 죽이라고 명했다. 이는 모세가 황소를 "죽임"으로써 금우궁의 시대를 끝내고 백양궁의 시대로 안내하고 있음을 의미한다.
- 마르두크
- 토럭터니

### 백양궁의 시대
백양궁의 기호: 
황도대의 별자리
- (북반구에서는) 춘분점이 백양궁에서 나타났다.

기간
- 황도대의 30도

- 닐 먼의 해석: 기원전 약 2150년에 시작했고 기원후 1년경에 끝났다.

- 별자리의 경계 연도

- 셰퍼드 심슨의 해석: 기원전 1875년경부터 기원후 1년경까지

개관: "전쟁과 화재 그리고 숫양의 시대"

역사적 유사성 백양궁는 용감한 행동 뿐만 아니라 불의 상징을 표현하지만, 그러한 양상은 다른 어느 시대에서도 나타날 수 있다. 그러나, 이 시대 동안에 그러한 주제들은 용기, 주도, 그리고 전쟁과 모험과의 연관성이 강조된다. 중국과 페르시아, 그리스 그리고 로마와 같은 팽창하던 제국들이 종종 백양궁의 활동적인 전형의 예로써 인용된다. 또한, 백양궁는 달리고 있는 숫양을 나타낸다. 그러한 것은 아브라함의 양 제물과 같다고도 볼 수 있다. 이 시대 동안에는 숫양을 뜻하는 람(Ram)이라고도 하는 발음 그리고 유사한 발음이 포함된 많은 이름이 나타난다.: 라와 람, 라마, 브라흐만, 브라흐마, 아브람 또는 아브라함, 아몬 라 그리고 람세스 1세. 이 시대에 (공격하는 양의 형상을 한) 파성퇴가 아시리아인들과 그리스인들 그리고 로마인들에게 사용되었다. (백양궁의 주인 행성인 화성의 기호는 그것에서 유래했다는 해석이 있다.) 로마의 국교에 따르면, 로마 사람들은 "마르스의 자손들"이다.
백양궁는 금속 철과 연관되며, 이 시대의 초기 국면 동안에 아나톨리아에서 최초로 철광석이 제련되어 검으로 만들어졌고, 그것은 이전 황소자리 시대의 더 무겁고 연질이며 무른 청동검을 대체해갔다.
'주도'과 같은 백양궁의 특성은 고대 그리스와 같은 지역에서의 사회적 측면과 과학 그리고 예술의 발전에 있어서 독창성의 폭증을 시사할 수도 있지만, 동시에 '충동'과 같은 특성으로 인해 이 시대에 많은 전쟁이 야기되었다고도 할 수도 있다.
종교적 유사성: 백양궁의 시대는 다신교를 일신교로 대체하려는 노력으로 선도했다. 기원전 1350년경에 이집트의 파라오 아크나톤이 태양신 아톤을 최고의 신으로 공표한 것이 그러한 가장 이른 시도로 알려져 있다. 그러나, 그 당시에 그 최고신에 대한 제례에 있어서 그의 가문만이 포섭된 명백한 초기적 결여가 있었고, 그의 사후에 권력은 옛 종교를 재성립시킨 본래의 다신교의 사제들에게 되돌아 갔다. 프로이트의 고찰 등은 더 후일의 람세스 2세의 치세 동안에 모세는 아크나톤의 혁명적 사상에 대한 풍문에 영양을 받아, 노력을 치르는 그의 민족에게 특히 호의적이며 고무적 심리작용을 일으키기에 가장 적합한 유일한 최고신에 대한 개념을 이해하게 되었다고 한다. 백양궁의 상징은 다신의 권능이 유일신의 머리로 흘러 내리는 모습을 표현한 것으로도 볼 수 있다.
모세(기원전 약 16~13세기경, 히브리력으로 제7아다르 2368년 ~ 제7아다르 2488년 출생)는 초기의 성경적 히브리 종교의 지도자이며 율법 제정자, 예언자 그리고 군사 지도자로서, 시나이산에서 내려온 후에 '금송아지상(이전의 황소자리의 시대와 황소신 숭배의 상징)'을 숭배하고 있는 그의 민족을 보고 그들을 비난한다. 이러한 사건은 백양궁의 시대 동안에 발생한 것이다. (출애굽기 참조.)
더 보기:
- 미트라교
- 미트라교의 의문과 세차운동

### 쌍어궁의 시대
쌍어궁의 기호: 
황도대의 별자리:
- (북반구에서는) 춘분점이 쌍어궁에서 나타난다.:

기술적으로, 쌍어궁의 시대는 현재 시대이며 몇몇 점성가들은 앞으로도 거의 600년 동안 유지될 것이라고 믿는다. 그 이후에, 춘분점은 더 이상 쌍어궁과 접해있지 않게 될 것이며, 보병궁로 옮겨가게 될 것이다. 그러나, 많은 점성가들은 보병궁가 이미 도래했거나 곧 도래할 것이라고 믿는다.

#### 기간
- 황도대의 30도:

- 닐 먼의 해석: 1년경에 시작했으며 2150년에 끝난다.
- 장미십자회원 하인델의 해석: 498년경에 시작했으며 2654년에 끝난다.
- 마야: 2012년 12월 21일에 끝났다.

- 별자리의 경계 연도:

- 셰퍼드 심슨의 해석: 기원전 약 100~90년경에 시작했고 2680년에 끝난다.

#### 개관
"일신교와 영성 그리고 물고기의 시대"

#### 역사적 유사성
쌍어궁의 시대는 쌍어궁의 "영적" 본성으로 인해 (1세기에 성립된) 기독교와 (7세기에 성립된) 이슬람교 그리고 (기원전 6~4세기에 성립된) 불교와 같은 많은 종교들의 발생으로 특징지어지며, 그 능력은 물질계의 경계를 초월한다. 쌍어궁의 시대는 오감으로 느껴지는 것 뒤에 숨은 진실은 무엇인가에 대한 지속적인 인간 연구가 주된 특징을 이룬다. (플라톤주의 참조.)
"유순함"과 예술적 능력이 있지만, 동시에 "비현실적"인 쌍어궁의 특성은 귀족의 우세를 암시하는 것일 수도 있다.

### 보병궁의 시대
보병궁의 기호: 
황도대의 별자리:
- (북반구에서는) 춘분점이 보병궁에서 나타난다.

기간: 1928년에, 네덜란드 레이던에서 개최된 국제천문연맹(IAU)의 총회에서 88 개의 공식적 별자리의 경계가 천문적 기간으로 정의되었다. 쌍어궁와 보병궁의 사이를 규정한 그 경계는 2600년에 보병궁 시대의 시작이 위치한다.
호주의 천문학자 헤르만 하우프트 교수는 1992년에 호주 과학원이 출판한 독일어 표제《보병궁 시대의 시작, 천문학의 문제인가?(Der Beginn des Wassermannzeitalters, eine astronomische Frage?)》를 지닌 한 논문에서 보병궁 시대의 시작은 언제인가에 대한 질문을 다루었다. 1928년에 IAU에 의해 수용된 경계에 근거하는 하우프트의 논문은 보병궁 시대의 시작에 대해 연구하는데 있어서 쌍어궁과 보병궁 사이의  춘분점의 진입을 계산하고 세차의 일반적 공식을 사용하여 2595년의 값을 얻었다. 그러나, 하우프트는 이렇게 결론내렸다.:
"점성가들이 별자리의 공식적 경계를 따를 것이 예상될 수 없는데도 불구하고, 보병궁로의 춘분점의 진입을 계산하려는 시도는 있게 마련이다." ...
"간략히 요약한다면, 보병궁의 시대에 관한 것과 같은 여러 영역에서의 점성술의 기법과 결론은 수많은 밀교적 요소로 인하여 그들 사이에서 논쟁중에 있으며 과학적으로 정의될 수 없다."
- 황도대의 30도

- 닐 먼의 해석: 2150년에 시작한다.
- 데인 러디야르의 해석은 2062년에 보병궁의 시대가 시작 될 것이라고 한다.
- 니콜라스 캠피언은 《세계의 천궁도에 관한 서(The Book of World Horoscopes)》에서 보병궁 시대의 시작을 연구하는 사람들에게 제공 받은 90개 이상의 날짜들을 언급하는데, 그 날짜들은 15세기부터 2,000년 이상의 범위를 지닌다. 보병궁의 시작으로 가능성 있는 그 날짜들의 범위는 1447년부터 3621년까지이다.

- 별자리의 경계 연도:

- 셰퍼드 심슨의 해석: 2680년에 시작한다.
- 허먼 하우프트의 해석은 2595년에 시작한다.
- 마이클 시디의 해석은 2720년에 시작한다.
- 마야력과 이집트의 불사조 주기는 2012년 12월 21일에 시작한다.

개관: "자유와 기술(특히 우주 비행과 전기) 그리고 물동이를 들은 사람의 시대"

보병궁의 시대는 단체 의식의 시대가 될 것이라는 예상이 있다. 마샤 무어와 마그 더글라스는 지구가 전기로 빛을 발하는 것은 물병자 시대의 신호라고 주장한다. 게다가, 그들은 독재자의 등장과 자기 표현 그리고 연예 사업의 융성하는 영향력은 사자자리의 보병궁의 시대와 그 반대편의 사자자리와도 연결된다고 본다.
대중 문화: 대중 문화에서, "보병궁의 시대"의 표현은 보통 히피의 전성기를 언급하며, 1960년대와 1970년대의 뉴에이지 운동으로 나타났다. 1967년에 흥행한 뮤지컬 헤어는 Aquarius(보병궁) 노래로 시작하며 중대한 대사 "지금은 보병궁 시대의 새벽입니다."를 남겼는데, 세계의 수많은 관객에게 보병궁 시대의 개념에 대한 관심을 유발시켰다. 그러한 새 시대의 현상은 어떤 점성가들은 1960년대에 보병궁의 주인 행성인 천왕성과 (점성술적으로는 대중을 관할하는) 명왕성과의 합에 의해 근본적 변화를 가져온 특징으로 나타난 것이라고 본다. 그러나, 그 노래와 마찬가지로, 점성가들은 현재는 시대의 "여명"인 사이로써 미래의 어느 때까지는 그 시대의 완전한 힘이 나타나지 않을 것이라고 본다.
역사적 유사성: 현재 또는 예상
'인도주의적'이지만 동시에 '비감정적'인 보병궁의 특성은 활동적인 국제 기구와 세계 연대 운동의 출현으로 나타나는 수도 있다. 그렇지 않으면, 조직화되어 있지 않을지라도, 영적으로 명료한 자발적 친교의 전세계적으로 '인도주의적'이지만 '비감정적인' 시대를 열어가는 집단적 개인의 새 시대 영성의 깨달음으로 나타나는 수도 있다.
더 보기:
- 보병궁의 시대
- 세속주의
- 마르크스주의
- 기술 융합
- 사회주의
- 근대주의

## 시대의 소기간
많은 연구적 점성가들은 점성술적 시대는 얽히고설킨 경계를 따라 더 작은 기간들로 나뉠 수 있다고 믿는다. 가장 일반적인 방법은 각각의 점성술적 시대를 12 개의 소기간으로 나누는 것이다. 그리고 그것을 적용하는 방법은 진행 방향에 따라서 크게 두 가지로 나뉜다. 어떤 점성가들은 아예 다른 방식으로 시대를 세분하기도 한다. 예를 들면, 해군 소령 데이빗 윌리엄스는 각각의 시대를 3개의 동등 구간으로 분할하는 데칸 분할을 사용한다. 로버트 핸드는 춘분점의 이동과 황도대적 성좌 안의 특정 항성과의 합이 그 항성의 본성에 기초하는 역사적인 사건에 대한 특별한 의미를 가진다는 전적으로 다른 접근법을 고안했다. 그렇지만, 로버트 핸드는 (약 12월 20일의) 염소자리의 하지점이 새 시대의 별자리(보병궁)와 더 가깝다는 이유로 춘분점보다 더한 역사적 사건과의 연관성을 가진다고 주장한다. 파트리지아 노렐리바첼레트는 데칸(십분각)을 포함한 다양한 소기간을 사용하지만, 각각의 별자리의 9겹 분할이 가장 강력하며 영향력 있는 소분할 체계라고 주장한다. 황도대 별자리의 ('나밤사'라는 용어의) 9겹 분할은 베다 점성술에서 채택한 가장 널리 쓰이는 별자리의 소분할 체계이기도 하다. 베다 점성가들은 열두 황도대 별자리에 있는 나크샤트라라는 항성군을 적용하기도 한다. 각각 13도 20분씩의 27개의 나크샤트라가 있으므로, 한 '나크샤트라'의 시대는 960년이다.

### 백양궁부터 쌍어궁까지의 소기간
가장 널리쓰이는 점성술적 시대의 소분할법은 맨처음 백양궁를 시작으로 뒤이으는 황소자리와 쌍둥이자리 등 그리고 마지막 쌍어궁까지 모두 각각 동등한 열두 소기간으로 나누는 것이다. 이러한 접근법은 찰스 카터가 가장 먼저 주창했다. 기술적으로, 이 접근법은 황도대 별자리의 12조화에 근거한다.

### 다와다삼사 소기간
대안적 접근법으로는 베다 점성술에서 사용되는 기법을 적용하는 것인데, 그 방법은 서양 점성술에서 훨씬 먼저 사용되었다. 그 방법은 각각의 별자리를 12분할로 나눈 후, 가장 처음의 소구간에는 해당 별자리와 같은 이름을 부여하고 그 다음의 소구간부터는 본연의 별자리 순서로 이름을 매긴다. 예를 들어, 보병궁의 열두 다와다삼사는 처음의 보병궁, 그 다음 쌍어궁, 백양궁, 황소자리 등 그리고 마지막 염소자리의 순서를 지닌다. 기술적으로, 이 접근법은 12 그리고 13 조화 모두에 근거하는 것으로 볼 수 있으며, 12와 13 조화의 중간 단계로 여겨질 수 있다.

### 소기간의 방향 (순행 또는 역행?)
점성술적 시대의 소기간을 적용하는 방법에는 두 가지가 있다.
- 본연의 순서: 가장 일반적인 방법은 소기간들이 본연의 순서대로 순행하도록 정렬하는 것이다. 만일 백양궁부터 쌍어궁까지의 순서를 사용한다면, 예를 들어, 보병궁 시대의 첫 번째 소기간은 백양궁이며, 황소자리, 쌍둥이자리 등 그리고 마지막 쌍어궁의 소기간까지 이어진다. 이러한 접근법은 찰스 카터가 제안했다. 만일 다와다삼사 소기간을 채택한다면, 그것들도 본연의 순서대로 진행하는데, 예를 들면, 보병궁의 다와다삼사는 보병궁, 쌍어궁, 백양궁, 황소자리 등 그리고 마지막 염소자리의 다와다삼사까지이다.

- 지구중심적 순서 (역행): 다른 접근법은 지구중심적으로 소기간을 정렬하는 것인데, 점성술적 시대의 역행 순서에 따라 소기간의 방향도 반대로 뒤집는다. 예를 들어, 백양궁부터 쌍어궁까지의 순서를 적용한다면, 어느 점성술적 시대의 첫 번째 소기간은 쌍어궁이며, 보병궁, 염소자리 등이 뒤를이어 그리고 마지막 백양궁의 소기간까지 이어진다. 찰스 카터는 이 접근법에 다소의 장점을 부여했다.[63] 만일 다와다삼사 소기간 체계를 지구중심적으로 적용한다면, 예를 들어, 보병궁 시대의 첫 번째 소기간은 염소자리이며, 사수자리가 뒤를 잇고 전갈자리 등 그리고 마지막 보병궁의 소기간으로 이어진다. 이 접근법은 테리 맥킨넬[64]과 파트리지아 노렐리바첼레트[65]에 의해 채택되었고, 데이빗 윌리엄스 소령은 그의 데칸(삼겹 분할)을 지구중심적으로 적용하므로 이 접근법을 옹호한다.

## 새로운 그리고 대안적인, 비주류 이론
점성술적 시대의 거의 모든 국면에 대한 의견일치의 결여로 인해, 분점의 세차운동과 연관된 점성술적 시대와 점성술적 시대의 역행 순서를 제외하고도, 점성술적 시대에 대한 대안적, 밀교적, 혁신적, 비주류의 그리고 새로운 표현의 개념들이 더 있는데, 그것들이 점성술의 다른 어떤 부문은 아닌 듯하다. 그러한 이유로, 그러한 사상들과 이론들이 더 광범위한 점성술 공동체에서나 천문고고학자들 사이에서 신뢰성이 확립되지 않았다면, 그것들은 이 문단에 속한다.
점성술적 시대에 대한 어떤 이론이나 접근법 또는 개념이 (전적으로나 부분적으로) 옳거나 틀렸음을 나타내거나 암시하더라도, 아직 널리 수용되지 않았다면, 그러한 것 역시 이 문단에 포함된다. 게다가, 이 문단에는 이 주제에 대해 타당성이 부여되지 않은 비주류적 접근법도 포함된다.

### 세차를 조정하는 대안적 접근법
테리 맥킨넬은 점성술적 시대를 결정하고자하는 목적으로 분점의 세차운동을 조정하는 대안적인 접근법을 발전시켜 왔다. 전통적인 현대식 접근법에서부터 출발하는 그의 요점은 춘분점을 어떻게 황도대적 성좌에 적용하는가에 대한 것이다. ('현대' 수학적 기법은 기원전 제1천년기 후반에 그리스인들에 의해 발전되었다,) 그는 춘분 때의 태양의 위치를 사용하는 대신에, 춘분일에 태양과 함께 출몰하는 별자리를 사용한다. 그러한 접근법은 기원전 제1천년기에 고대 그리스인들에 의해 수학적 천문학이 발전하기 이전의 (황도대 별자리를 고안한 것으로 여겨지기도 하는 동시대의) 고대의 천문 관측법에 근거한다. 고대의 모든 천문 관측은 시각적 기법에 기초했다. 고대에 사용된 모든 핵심 기법들은 (점성술의 근원으로 가장 가능성 높은) 바빌론에서 가장 일반적이었으며 대부분의 고대 문화는 동쪽이나 서쪽 지평선에서 벌어지는 현상에 기반했다. 맥킨넬은 '현대' 수학적 접근법이 개발되기 이전에 묘사된 많은 종류의 별자리에 대한 그러한 수학적 접근법의 사용은 적절치 못하다고 주장한다.
춘분 때의 태양과 함께 상승하는 별자리는 태양광이 동쪽 지평선의 항성을 감추기 직전 즉 동틀녁에 동쪽 지평선 위에서 떠올랐으므로 황도대의 마지막 별자리가 되었다. 현재까지 수 세기동안 춘분일에는 보병궁가 태양과 함께 출몰하는 별자리가 되어오고 있다. 동트기 전에 항성이 사라지는 데는 약 한시간이 걸린다. 그 한 시간은 황도대 별자리에서의 태양의 위치에 근거하는 동시대의 기법에 비교한다면 거의 15도의 차이를 의미한다. 그 15도는 한 시대의 절반 또는 약 1080년에 해당한다. 존 H 로저스는 그의 논설 "고대 별자리의 기원(Origins of the ancient constellations)"의 한 부분에서 고대의 태양과 함께 출몰의 기법은 (현대의) 태양의 위치에 따른 기법에 비하면 거의 1,000년이 앞선 결과를 만들어 낸다고 전한다.
맥킨넬의 접근법을 사용하는 점성술적 시대는 '현대' 수학적 기법에 근거하는 세차를 조정하는 일반적인 접근법에과 비교한해서 약 반 시대 먼저 당도했다. 따라서, 대부분의 점성가들이 보병궁의 시대는 앞으로 거의 700년 이후인 27세기에 도래할 것이라고 여기는 반면, 테리 맥킨넬은 15세기에 이미 보병궁의 시대가 시작 되었다고 믿는다.

## 대중 문화
- 2008년에 일본에서, 타하라 히테카라 감독의 그리고 사쿠라다 도리와 토치하라 라쿠토, 우에하라 타쿠야, 키무라 케이타, 후지 토시키요, 나가사와 나오, 아야노 고 그리고 호리우치 마사미 출현의 "보병궁의 시대(Aquarian Age)"가 상영되었다. 그 영화에서는 여성을 겨냥한 일본에서 가장 인기 있던 트레이딩 카드 게임인 오리온 소년(オリオンの少年)에 근거하여 그것의 캐릭터들이 묘사된다. 그 영화의 이야기는 여러 명의 고등학생이 다른 것들로부터 물려받은 잠재적인 유전적 특성을 발견하고 그들의 등에서 날개가 돋아 나는데, 그리곤 곧바로 그들은 각각 다른 여러 파벌 가운데 하나씩을 대표하며 천년기의 오랜 전쟁 전쟁에 참전한다.[70]

- 아쿠에이리언 에이지 TCG(アクエリアンエイジ, Aquarian Age)는 매직 더 개더링(Magic: the Gathering)과 유사한 트레이딩 카드게임이다. 그것은 게임과 만화와 관련된 산물로써 브로콜리를 만들며 거래한다.

- 1967년 락 뮤지컬 헤어는 (골트 맥더먼트,와 제임스 라도 그리고 제롬 라그니 작곡의) 노래 "보병궁의 시대"가 특징미여, 그것은 도래하는 시대에 대해서 말했다. 그 노래는 피프스 디멘션의 노래로 녹음되어 1697년에 상권 10위안에 랭크되었다.

- 시대정신(Zeitgeist)은 모세의 황소상에 대한 비난과 예수의 임무와 같은 세계의 종교들에서 발생한 많은 사건이 단지 점성술적 사건을 묘사하는데 사용한 비유일 뿐이라며 점성술적 시대의 한 이론을 표현한다. 그 영화의 내레이터는 예수와 같은 성경의 인물들은 결코 실제로는 인간으로 존재한 적 없으며, 오히려 별자리와 시대에 대한 은유라고 해설한다.

## 같이 보기
- 보병궁의 시대
- 엘리스 베일리
- 점성술의 별자리
- 점성술
- 성경의 점성술
- 자전축의 세차운동
- 크리스티안 로젠크로이츠: 1615년 "그러나, 이 저서는 스스로 우리의 시대를 축복한다."고 언급한 《신앙 공동체(Confessio Fraternitatis)》의 저자.
- 대 년
- 진화 이론의 역사
- 익투스
- 뉴에이지

### 점성술적 시대
- The Grand Ages→웅대한 시대
- The Astrological Great Year→점성술의 대년
- Astrological Age→점성술적 시대
- Precession of the Equinoxes→분점의 세차운동
- Precession of the Earth's Axis→지구 자전축의 세차운동
- Alternative View of the Astrological Ages→점성술적 시대의 대안적 견해
- The Dawn of Aquarius - From the Piscean Age to the Aquarian 보관됨 2008-09-29 - 웨이백 머신→보병궁의 여명: 쌍어궁 시대부터 보병궁 시대까지

### 보병궁의 시대
- Rosicrucian Age of Aquarius→장미십자단의 보병궁의 시대
- New Age of Aquarius by Jamis Lopez 보관됨 2017-04-20 - 웨이백 머신→제이미스 로페즈의 보병궁의 새시대
- The Aquarian Age by Elsa M Glover→일사 M 글로버의 보병궁 시대
- Shepherd Simpson: The Age of Aquarius→셰퍼드 심슨: 보병궁의 시대
- Shepherd Simpson: Searching for a New Age..→셰퍼드 심슨
- Sepp Rothwangl: Considerations About the Start of the Age of Aquarius→셉 로트완글: 보병궁의 시대의 시작에 대한 고찰
- TheAQUARIANproject.Net
- The Age of Pisces and the Age of Aquarius→쌍어궁의 시대와 보병궁의 시대
- CESNUR 2006 International Conference - Globalisation or Aquarius: Are 'we' talking from the same thing?→2006년 국제 총회 - 세계화 또는 보병궁: 우리는 같은 것을 논하고 있는가?
- Demystifying the Aquarian Age→보병궁 시대에 대한 이해
- Drawing Down the Fire of the Gods: Reflections on the Leo/Aquarius Axis by Ray Grasse 보관됨 2021-04-19 - 웨이백 머신→신들의 불을 불러내린 사자자리와 쌍어궁의 축에 대한 반영, 레이 그라세 저.

### 쌍어궁의 시대
- Origin of the "Christian" Fish Symbol→기독교의 물고기 기호의 기원